# Queen’s Park Church

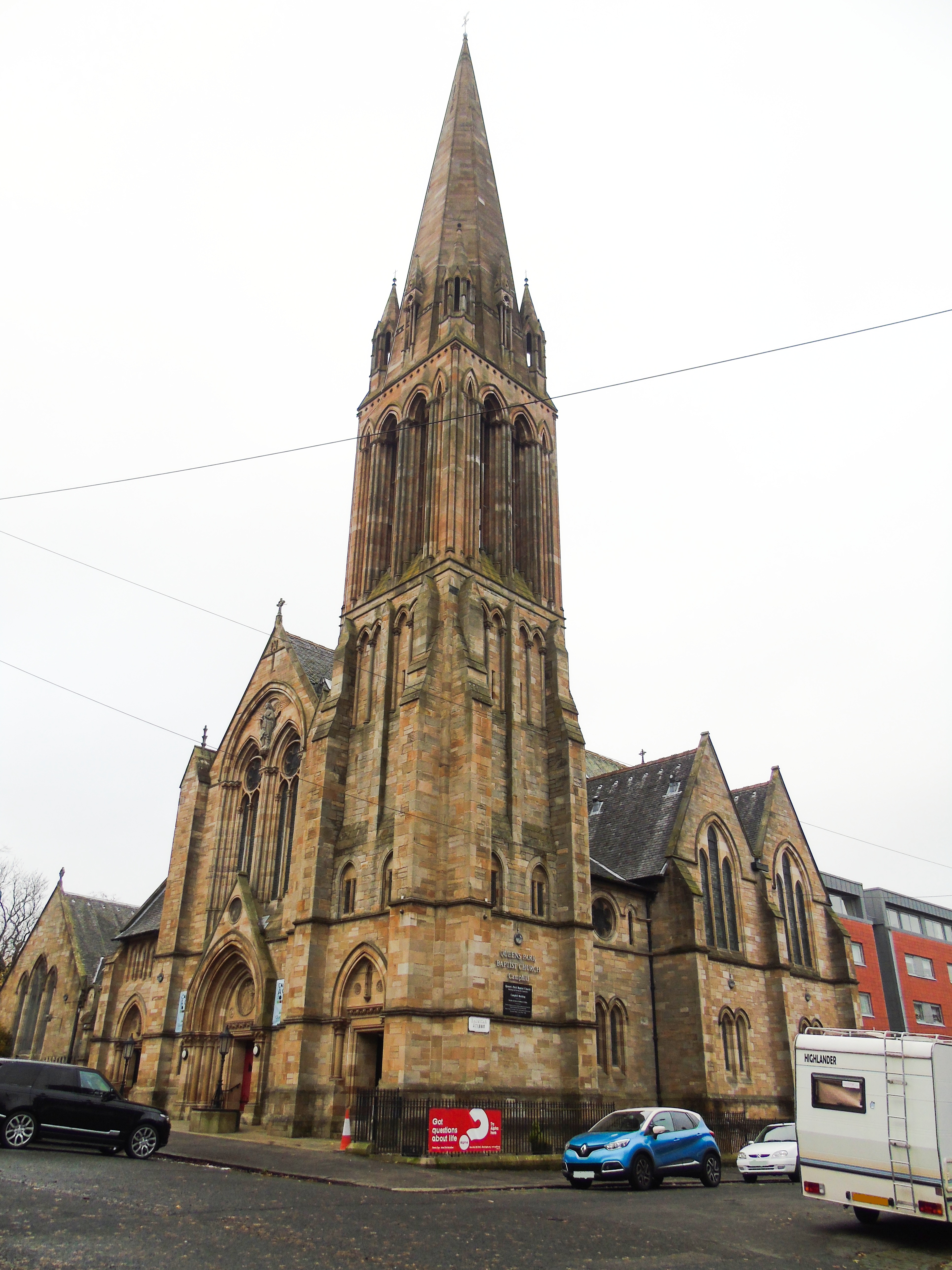
Queen’s Park Church

Die Queen’s Park Church ist ein baptistisches Kirchengebäude in der schottischen Stadt Glasgow. 1970 wurde das Bauwerk in die schottischen Denkmallisten in der höchsten Denkmalkategorie A aufgenommen. Das Gebäude ist nicht zu verwechseln mit der nahegelegenen Crosshill Queen’s Park Church.

## Geschichte
Der Kirchenbau nach einem Entwurf des schottischen Architekten William Leiper wurde 1875 begonnen. Obschon die Arbeiten noch nicht abgeschlossen waren, wurde die Kirche am 8. Oktober des folgenden Jahres eröffnet. Der Bau zog sich noch bis 1878 hin; der Glockenturm wurde schließlich 1883 fertiggestellt. Die Gesamtkosten beliefen sich auf 18.000 £.
Ursprünglich für die United Presbyterian Church of Scotland erbaut, gelangte die Kirche über Fusionen zur Church of Scotland. Heute nutzt eine Baptistengemeinde das Gebäude.

## Beschreibung
Die Queen’s Park Church befindet sich am Nordrand des Queen’s Park im Glasgower Süden. Von der Ostecke des neogotischen Gebäudes ragt der Glockenturm auf. Sein Fuß ist massiv gestaltet mit Strebepfeilern entlang der Kanten. Darauf sitzt ein filigraneres Element mit offenen Lanzettfenstern. Der Turm schließt mit einem oktogonalen Steinhelm. Am Fuße befindet sich ein Portal. Das Hauptportal ist links des Turmes. Darüber erstrecken sich zwei Maßwerke, die unterhalb einer Engelsskulptur von John Mossman enden. Am gesamten Gebäude führte das Londoner Unternehmen MacCulloch & Co die Steinmetzarbeiten aus. Die Dächer sind mit Schiefer eingedeckt.